# وییالا

نشان سابق وییالا

وییالا یک شهرداری سابق فنلاند است. این شهرداری در ۱ ژانویه ۲۰۰۷، با توییالا ادغام شد تا شهر آکائا را تشکیل دهد.
وییالا در استان فنلاند غربی واقع شده‌است و بخشی از منطقه پیرکانما است. این شهرداری دارای ۵۳۲۹ نفر جمعیت (۲۰۰۳) و مساحت آن ۵۶٫۷۸ کیلومتر مربع است که ۵٫۸۸ کیلومتر مربع آن آب است. تراکم جمعیت ۱۰۴٫۷ نفر در هر کیلومتر بود.